# Scolelepis lamellata
Scolelepis lamellata är en ringmaskart som först beskrevs av McIntosh 1909.  Scolelepis lamellata ingår i släktet Scolelepis och familjen Spionidae. Inga underarter finns listade i Catalogue of Life.